# Ядерні реактори CNP / ACP
Ядерні реактори CNP покоління II (і наступник покоління III ACP) були серією ядерних реакторів, розроблених Китайською національною ядерною корпорацією (CNNC), і є попередниками більш сучасної конструкції Хуалун 1.

## CNP-300
CNP-300 — це водно-водяний ядерний реактор, розроблений Китайською національною ядерною корпорацією (CNNC).
Це перший у Китаї домашній комерційний ядерний реактор, розробка якого почалася в 1970-х роках на основі конструкції ядерного підводного реактора.
Реактор має теплову потужність 999 МВт і валову електричну потужність 325 МВт, чиста потужність близько 300 МВт і одноконтурну конструкцію.
Перший блок CNP-300 почав працювати на атомній електростанції Ціньшань у 1991 році.
CNP-300 був першим китайським ядерним реактором, який було експортовано, після установки першого блоку на атомній електростанції Чашма в Пакистані. Підрозділ розпочав роботу в 2000 році. Ще один блок було завершено в 2011 році, а ще два блоки почали роботу в 2016 і 2017 роках на цьому ж заводі.

## CNP-600
CNP-600 — це реактор II покоління з водою під тиском, розроблений Китайською національною ядерною корпорацією (CNNC).
Він базується як на першому комерційному домашньому ядерному реакторі Китаю, CNP-300, так і на проекті реактора M310, який використовується на атомній електростанції Дайя-Бей.
Реактор має потужність 650 МВт, 2-контурну конструкцію і 121 ТВЗ. Інші характеристики включають одиночну оболонку, 40-річний проектний термін служби та 12-місячний паливний цикл.
Перший блок CNP-600 почав працювати на атомній електростанції Ціньшань у 2002 році, а інші 3 блоки були запущені в роботу між 2004 і 2011 роками. На атомній електростанції в Чанцзяні було побудовано ще два реактори CNP-600, які були запущені в регулярну експлуатацію в 2015 і 2016 роках.

## АСР-600
На основі CNP-600 компанія CNNC розробила наступника третього покоління під назвою ACP-600.
Подібно до CNP-600, реактор міститиме 121 паливну збірку, але буде розрахований на більш тривалий 18-24-місячний паливний цикл. Інші характеристики включають подвійну оболонку, системи активної та пасивної безпеки, покращену здатність реагування у випадку знеструмлення станції, цифрові прилади та контроль, а також 60-річний термін експлуатації.
Прикладів такого типу реакторів не було побудовано.

## CNP-1000
Найбільшою розробкою CNNC CNP була триконтурна версія 1000 МВт конструкції, позначена CNP-1000. Робота над проектом почалася в 1990-х роках за допомогою постачальників Westinghouse і Framatome (нині AREVA).
Перші блоки CNP-1000 повинні були бути побудовані в Fangjiashan (на тому самому місці, що й Qinshan). Однак згодом дизайн був змінений на CPR-1000 CGN . Пізніше 4 блоки CNP-1000 були побудовані пізніше на АЕС Фуцін. Подальша робота над CNP-1000 була припинена на користь ACP-1000.

## АСР-1000
У 2013 році CNNC оголосила, що вона самостійно розробила ACP-1000, при цьому китайська влада заявила про повні права інтелектуальної власності на дизайн.
Реактор має валову потужність 1100 МВт, 3-контурну конструкцію і 177 паливних збірок (12 футів активної довжини) і призначений для роботи в 18-місячному циклі заправки для економічної конкурентоспроможності.
В результаті успіху проекту Hualong One досі не було побудовано жодного реактора ACP-1000. Спочатку CNNC планувала використовувати ACP-1000 у реакторах 5 і 6 АЕС Фуцін, але перейшла на Хуалун 1.

## Злиття ACP-1000 і ACPR-1000 в Hualong One
З 2011 року CNNC поступово об’єднує свій проект АЕС ACP-1000 з проектом CGN ACPR-1000, дозволяючи при цьому деякі відмінності, під керівництвом китайського ядерного регулятора. Обидва мають триконтурні конструкції, спочатку засновані на тій самій французькій конструкції M310, що використовувалася в Дайя-Бей, зі 157 паливними збірками, але пройшли різні процеси розробки (ACP-1000 CNNC має більш вітчизняну конструкцію зі 177 паливними збірками, тоді як ACPR-1000 CGN є ближча копія з 157 ТВЗ). На початку 2014 року було оголошено, що об’єднаний проект переходить від попереднього до детального проектування. Вихідна потужність становитиме 1150 МВт з розрахунковим терміном служби 60 років і використовуватиме комбінацію пасивних і активних систем безпеки з подвійною захисною оболонкою. Конструкція паливної збірки CNNC 177 була збережена.
Спочатку об’єднаний дизайн мав називатися ACC-1000, але зрештою його назвали Хуалун 1. У серпні 2014 року комісія китайського ядерного регулятора класифікувала проект як проект реактора третього покоління з незалежними правами інтелектуальної власності. В результаті успішного злиття моделі ACP-1000 і ACPR-1000 більше не пропонуються.